# محله هوایی گریمزبی
محله هوایی گریمزبی (به انگلیسی: Grimsby Air Park) یک فرودگاه همگانی است که یک باند فرود شن و آسفالت دارد و طول باند آن ۸۷۷ متر است. این فرودگاه در کشور کانادا قرار دارد و در ارتفاع ۱۹۵ متری از سطح دریا واقع شده است.